# NSS-11
NSS-11 (vormals GE-1A, AAP-1 und Worldsat 1) ist ein kommerzieller Kommunikationssatellit der SES World Skies mit Sitz in Den Haag (vormals SES New Skies).

## Missionsverlauf
Der Satellit wurde ursprünglich als GE-1A vom US-amerikanischen Satellitenbetreiber GE Americom bei Lockheed Martin bestellt. Der Start erfolgte am 1. Oktober 2000 aus einer Proton-K-Trägerrakete vom Kosmodrom Baikonur. Er wurde im geostationären Orbit bei 176° Ost stationiert. Von dort aus kann er in Südasien, China, den Philippinen und Nordostasien empfangen werden. Später wurde er in AAP-1 (Americom Asia-Pacific) umbenannt.
Im Frühjahr 2004 übernahm die Worldsat LLC, ein neues Tochterunternehmen der SES Americom, den Satelliten und benannte ihn in Worldsat 1 um. 2005 erhielt er wieder seine alte Bezeichnung AAP-1. Im März 2007 wurde der Satellit an SES New Skies übergeben und hieß von dort an NSS-11.

## Technische Daten
Lockheed Martin baute den Satelliten auf Basis ihres Satellitenbusses der A2100-Serie und rüstete ihn mit 28 Ku-Band-Transpondern aus. Er ist dreiachsenstabilisiert und wiegt ca. 3,8 Tonnen. Außerdem wird er durch zwei große Solarmodule und Batterien mit Strom versorgt und besaß eine geplante Lebensdauer von 15 Jahren, welche er bereits übertroffen hat.